# Rząd Jana Olszewskiego

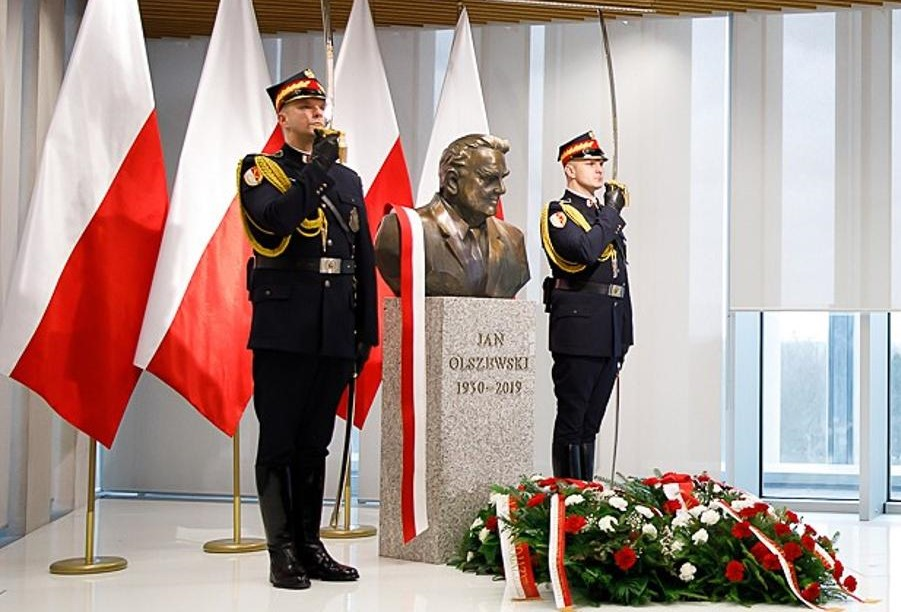
Premier Jan Olszewski, popiersie w Sejmie RP

Rząd Jana Olszewskiego – Rada Ministrów pod kierownictwem premiera Jana Olszewskiego, powołana 23 grudnia 1991 przez Sejm I kadencji. Gabinet funkcjonował do 11 lipca 1992, przy czym od 5 czerwca 1992 pod kierownictwem Waldemara Pawlaka.

## Historia

### Powołanie gabinetu
Jesienią 1991 odbyły się pierwsze po II wojnie światowej w pełni wolne wybory parlamentarne do Sejmu I kadencji i Senatu II kadencji. 
Prezydent Lech Wałęsa desygnował Jana Olszewskiego na premiera już 5 grudnia 1991, gdy nie powiodła się misja kandydata prezydenckiego Bronisława Geremka ani próba pozostawienia na stanowisku urzędującego premiera Jana Krzysztofa Bieleckiego. Sejm powołał Jana Olszewskiego na premiera w dniu 6 grudnia 1991. Niemożność zbudowania trwałej koalicji programowej zniechęciła także Jana Olszewskiego, który w połowie grudnia złożył rezygnację z utworzenia rządu, której Sejm jednak nie przyjął. Jana Olszewskiego wsparło wówczas Polskie Stronnictwo Ludowe (w zamian za obietnicę kilku stanowisk wiceministrów)), którego liderowi Waldemarowi Pawlakowi po głosowaniu demonstracyjnie podziękował Jarosław Kaczyński. 
W końcu, 23 grudnia 1991, po drugiej turze długich negocjacji, dzięki poparciu Niezależnego Samorządnego Związku Zawodowego „Solidarność” i Polskiego Stronnictwa Ludowego, udało się stworzyć gabinet koalicyjny, w którym zasiadali przedstawiciele zaledwie 4 partii (Porozumienia Centrum, Zjednoczenia Chrześcijańsko-Narodowego, Polskiego Stronnictwa Ludowego – Porozumienia Ludowego oraz Stronnictwa Ludowo-Chrześcijańskiego, które łącznie dysponowały w Sejmie zaledwie 119 posłami. Czynnikiem, który dodatkowo osłabiał rząd, był narastający konflikt między premierem a Jarosławem Kaczyńskim – szefem partii, która miała w rządzie najwięcej ministrów. Przyczyną konfliktu były głównie sprawy personalne i wzajemny brak zaufania.

### Prace
Rząd Jana Olszewskiego działał już w nowym otoczeniu międzynarodowym. 8 grudnia 1991 przestał istnieć Związek Socjalistycznych Republik Radzieckich. To skłoniło ekipę Jana Olszewskiego do podjęcia działań mających na celu integrację Polski z Organizacją Traktatu Północnoatlantyckiego (NATO) i Wspólnotami Europejskimi. Po raz pierwszy w oficjalnych dokumentach Ministerstwa Obrony Narodowej pojawiło się stwierdzenie, że członkostwo w NATO jest strategicznym celem polityki obronnej RP. Przyspieszono rozpoczęte w październiku 1990 negocjacje, mające na celu wycofanie armii rosyjskiej z Polski.
Rząd Jana Olszewskiego zmienił także koncepcję prywatyzacji przedsiębiorstw państwowych. Wspierał też rolnictwo, wprowadzając ceny minimalne na produkowaną żywność i dopłaty do paliwa rolniczego. Całkowite zahamowanie prywatyzacji spowodowało otwarty konflikt rządu z ugrupowaniami liberalnymi w parlamencie. W marcu 1992 konsternację wywołało wysunięcie przez Lecha Wałęsę niekonsultowanych z rządem koncepcji NATO-bis i EWG-bis, które kolidowały z dotychczasowym euroatlantyckim kursem gabinetu.
22 maja 1992 premier Jan Olszewski sprzeciwił się podpisaniu klauzuli polsko-rosyjskiego traktatu o przyjaźni i dobrosąsiedzkiej współpracy, która przekazywała bazy, opuszczane przez wojska rosyjskie wycofujące się z Polski, w ręce międzynarodowych spółek polsko-rosyjskich. Premier przekazał sprzeciw rządu, wysyłając depeszę szyfrową do Moskwy na ręce Lecha Wałęsy, który po osobistej rozmowie z Borysem Jelcynem zmienił kontrowersyjny zapis w umowie. Doszło jednak do otwartego konfliktu rządu z prezydentem Lechem Wałęsą. Autor parafowania dokumentów przed podpisaniem pozostał nieznany. Jak stwierdził Jan Olszewski: To było wręcz zdradą stanu, a cała sprawa nigdy nie została wyjaśniona: do dziś nie wiadomo, kto wydał dyspozycję podpisania tego dokumentu.

### Okoliczności odwołania Jana Olszewskiego
Rząd Jana Olszewskiego nie dysponował trwałą większością parlamentarną. Nie powiodły się próby rozszerzenia jego zaplecza najpierw o Unię Demokratyczną, Kongres Liberalno-Demokratyczny i Polski Program Gospodarczy, a potem o Konfederację Polski Niepodległej. 24 maja 1992 rada Unii Demokratycznej podjęła uchwałę wzywającą rząd Olszewskiego do ustąpienia. 26 maja 1992 prezydent Lech Wałęsa przesłał do marszałka Sejmu formalne pismo, informując o utracie zaufania do rządu i o cofnięciu swojego poparcia. 27 maja 1992 prezydium klubu parlamentarnego UD, a następnie rada koalicyjna „trójki” (UD, KLD, PPG), podjęły decyzję o zgłoszeniu w Sejmie wniosku o wotum nieufności wobec rządu.
Następnego dnia, 28 maja 1992, Sejm na wniosek posła Janusza Korwin-Mikkego przyjął głosami KPN, PC, ZChN, „Solidarności”, PSL-PL, PChD i UPR, przy bojkocie głosowania przez UD i KLD, uchwałę zobowiązującą ministra spraw wewnętrznych „do podania do dnia 6 czerwca 1992 pełnej informacji na temat urzędników państwowych od szczebla wojewody wzwyż, a także senatorów, posłów (...), będących współpracownikami Urzędu Bezpieczeństwa i Służby Bezpieczeństwa w latach 1945–1990”. Uchwała pomijała współpracowników WSI. 29 maja 1992 przedstawiciel Unii Demokratycznej Jan Rokita złożył w imieniu 65 posłów z UD, KLD i PPG wniosek o wotum nieufności dla rządu Jana Olszewskiego. 2 czerwca 1992 w trakcie ostatecznych rozmów na temat poszerzenia koalicji z KPN minister Antoni Macierewicz spotkał się z wicemarszałkiem Sejmu Dariuszem Wójcikiem z KPN i poinformował go o tym, że nazwisko przywódcy KPN Leszka Moczulskiego znajdzie się na liście, którą dwa dni później przekaże Sejmowi. Rozmowy z KPN zakończyły się niepowodzeniem.
Gabinet został odwołany przez Sejm w nocnym głosowaniu po północy 5 czerwca 1992 (co w publicystyce prawicowej otrzymało później miano nocy teczek), kilkanaście godzin po wykonaniu przez ministra spraw wewnętrznych Antoniego Macierewicza uchwały Sejmu o ujawnieniu tajnych współpracowników Służby Bezpieczeństwa (tzw. lista Macierewicza), na której znalazło się m.in. 3 ministrów i 8 wiceministrów rządu Jana Olszewskiego. Premier, popierając decyzję Antoniego Macierewicza, zaproponował w porozumieniu z I prezesem Sądu Najwyższego Adamem Strzemboszem powołanie niezależnej komisji dla oceny prawdziwości przedstawionych materiałów. Sejm nie rozpatrzył tego wniosku. Na przyspieszenie rozpatrywania wniosku o odwołanie rządu wpłynął prezydent Lech Wałęsa, który złożył 4 czerwca 1992 własny wniosek o odwołanie premiera.

### Rząd w okresie premiera Waldemara Pawlaka
Dzień po odwołaniu rządu Jana Olszewskiego prezydent Lech Wałęsa desygnował na szefa rządu prezesa PSL Waldemara Pawlaka. Sejm tego samego dnia powołał go na urząd premiera, powierzając misję przedstawienia wniosków co do nowej Rady Ministrów.
Waldemar Pawlak został powołany zgodnie z art. 37 ust. 1 obowiązującej Konstytucji RP, zgodnie z którym do czasu sformowania własnej Rady Ministrów na stanowiskach pozostali wszyscy poprzedni członkowie rządu (w uchwale w sprawie odwołania Rady Ministrów Sejm powierzył rządowi dalsze pełnienie obowiązków do czasu powołania Rady Ministrów w nowym składzie). W konsekwencji rząd Jana Olszewskiego od 5 czerwca 1992 urzędował w dalszym ciągu w dotychczasowym składzie z nowym premierem. W czasie urzędowania premier Waldemar Pawlak wniósł o zwolnienie z pełnienia obowiązków ministra spraw wewnętrznych Antoniego Macierewicza oraz ministra-szefa Urzędu Rady Ministrów Wojciecha Włodarczyka, a także urlopował kierownika Ministerstwa Obrony Narodowej Romualda Szeremietiewa. 20 czerwca kierownikami zostali Aleksander Łuczak (Urząd Rady Ministrów), Andrzej Milczanowski (Ministerstwo Spraw Wewnętrznych) i Janusz Onyszkiewicz (Ministerstwo Obrony Narodowej).
Trwająca nieco ponad miesiąc misja Waldemara Pawlaka dotycząca sformowania gabinetu zakończyła się niepowodzeniem. 7 lipca 1992 Waldemar Pawlak podał się do dymisji. Prezydent Lech Wałęsa przyjął dymisję i złożył w Sejmie wniosek o powołanie na stanowisko premiera Hanny Suchockiej. Została ona powołana przez Sejm na stanowisko premiera 10 lipca 1992 (wcześniej tego samego dnia odwołano Waldemara Pawlaka). Już dzień później zrealizowała powierzoną misję tworzenia nowego rządu.
Tym samym ministrowie rządu Jana Olszewskiego zakończyli urzędowanie 11 lipca 1992.

## Rada Ministrów Jana Olszewskiego (1991–1992)
| Funkcja                                                      | Imię i nazwisko        | Imię i nazwisko           | Czas pełnienia funkcji | Czas pełnienia funkcji |
| Funkcja                                                      | Imię i nazwisko        | Imię i nazwisko           | Od                     | Do                     |
| ------------------------------------------------------------ | ---------------------- | ------------------------- | ---------------------- | ---------------------- |
| Prezes Rady Ministrów                                        |                        | Jan Olszewski (PC)        | 6 grudnia 1991(dts)    | 5 czerwca 1992(dts)    |
| Minister-członek Rady Ministrów                              |                        | Artur Balazs (SLCh)       | 23 grudnia 1991(dts)   | 9 maja 1992(dts)       |
| Minister sprawiedliwości                                     |                        | Zbigniew Dyka (ZChN)      | 23 grudnia 1991(dts)   | 11 lipca 1992(dts)     |
| Minister-kierownik Centralnego Urzędu Planowania             |                        | Jerzy Eysymontt (PC)      | 23 grudnia 1991(dts)   | 11 lipca 1992(dts)     |
| Minister współpracy gospodarczej z zagranicą                 | Adam Glapiński (PC)    | 23 grudnia 1991(dts)      | 11 lipca 1992(dts)     |                        |
| Minister rolnictwa i gospodarki żywnościowej                 |                        | Gabriel Janowski (PSL-PL) | 23 grudnia 1991(dts)   | 11 lipca 1992(dts)     |
| Minister ochrony środowiska, zasobów naturalnych i leśnictwa |                        | Stefan Kozłowski          | 23 grudnia 1991(dts)   | 11 lipca 1992(dts)     |
| Minister pracy i polityki socjalnej                          |                        | Jerzy Kropiwnicki (ZChN)  | 23 grudnia 1991(dts)   | 11 lipca 1992(dts)     |
| Minister finansów                                            |                        | Karol Lutkowski           | 23 grudnia 1991(dts)   | 28 lutego 1992(dts)    |
| Minister spraw wewnętrznych                                  |                        | Antoni Macierewicz (ZChN) | 23 grudnia 1991(dts)   | 20 czerwca 1992(dts)   |
| Minister zdrowia i opieki społecznej                         |                        | Marian Miśkiewicz         | 23 grudnia 1991(dts)   | 11 lipca 1992(dts)     |
| Minister obrony narodowej                                    | Jan Parys              | 23 grudnia 1991(dts)      | 23 maja 1992(dts)      |                        |
| Minister kultury i sztuki                                    | Andrzej Siciński       | 23 grudnia 1991(dts)      | 11 lipca 1992(dts)     |                        |
| Minister spraw zagranicznych                                 | Krzysztof Skubiszewski | 23 grudnia 1991(dts)      | 11 lipca 1992(dts)     |                        |
| Minister edukacji narodowej                                  | Andrzej Stelmachowski  | 23 grudnia 1991(dts)      | 11 lipca 1992(dts)     |                        |
| Minister transportu i gospodarki morskiej                    | Ewaryst Waligórski     | 23 grudnia 1991(dts)      | 11 lipca 1992(dts)     |                        |
| Minister-szef Urzędu Rady Ministrów                          | Wojciech Włodarczyk    | 23 grudnia 1991(dts)      | 20 czerwca 1992(dts)   |                        |
| Minister finansów                                            | Andrzej Olechowski     | 28 lutego 1992(dts)       | 5 czerwca 1992(dts)    |                        |
| Prezes Rady Ministrów                                        |                        | Waldemar Pawlak (PSL)     | 5 czerwca 1992(dts)    | 10 lipca 1992(dts)     |

## W dniu zaprzysiężenia 23 grudnia 1991
- Jan Olszewski (PC) – prezes Rady Ministrów
- Artur Balazs (SLCh) – minister-członek Rady Ministrów
- Zbigniew Dyka (ZChN) – minister sprawiedliwości
- Jerzy Eysymontt (PC) – minister-kierownik Centralnego Urzędu Planowania
- Adam Glapiński (PC) – minister współpracy gospodarczej z zagranicą
- Gabriel Janowski (bezpartyjny, potem Polskie Stronnictwo Ludowe - Porozumienie Ludowe)[36] – minister rolnictwa i gospodarki żywnościowej
- Stefan Kozłowski (bezpartyjny) – minister ochrony środowiska, zasobów naturalnych i leśnictwa
- Jerzy Kropiwnicki (ZChN) – minister pracy i polityki socjalnej
- Karol Lutkowski (bezpartyjny) – minister finansów
- Antoni Macierewicz (ZChN) – minister spraw wewnętrznych
- Marian Miśkiewicz (bezpartyjny) – minister zdrowia i opieki społecznej
- Jan Parys (bezpartyjny[37]) – minister obrony narodowej
- Andrzej Siciński (bezpartyjny) – minister kultury i sztuki
- Krzysztof Skubiszewski (bezpartyjny) – minister spraw zagranicznych
- Andrzej Stelmachowski (bezpartyjny) – minister edukacji narodowej
- Ewaryst Waligórski (bezpartyjny) – minister transportu i gospodarki morskiej
- Wojciech Włodarczyk (PC[38]) – minister-szef Urzędu Rady Ministrów
- Andrzej Diakonow (PC) – kierownik Ministerstwa Gospodarki Przestrzennej i Budownictwa
- Marek Rusin (bezpartyjny) – kierownik Ministerstwa Łączności
- Tomasz Gruszecki (bezpartyjny) – kierownik Ministerstwa Przekształceń Własnościowych
- Andrzej Lipko (bezpartyjny) – kierownik Ministerstwa Przemysłu i Handlu